# Fabio Cianchetti
Fabio Cianchetti, né le 22 avril 1952 à Bergame (Italie), est un directeur de la photographie italien.
Il a contribué à plus de soixante-dix films depuis 1983, dont Le Tigre et la Neige, La Bête dans le cœur et Innocents: The Dreamers.

## Filmographie

### Au cinéma
- 1983 : Come dire... (it) de Gianluca Fumagalli
- 1986 : Romance (it) de Massimo Mazzucco
- 1987 : A fior di pelle (it) de Gianluca Fumagalli
- 1988 : Via Paradiso (it) de Luciano Odorisio
- 1988 : I cammelli de Giuseppe Bertolucci
- 1988 : Sposi de Pupi Avati, Cesare Bastelli, Felice Farina, Antonio Avati, Luciano Manuzzi et Luciano Emmer
- 1989 : Amada mia (it) de Gianpaolo Tescari
- 1989 : Amori in corso (it) de Giuseppe Bertolucci
- 1989 : 12 registi per 12 città de Bernardo et Giuseppe Bertolucci (segment Bologne)
- 1990 : Les Amusements de la vie privée (I divertimenti della vita privata) de Cristina Comencini
- 1991 : Le Dimanche de préférence (La domenica specialmente - segment "La domenica specialmente")
- 1991 : L'Amour nécessaire (L'amore necessario) de Fabio Carpi
- 1991 : La camera da letto de Stefano Consiglio et Francesco Dal Bosco
- 1992 : Sabato italiano (it) de Luciano Manuzzi
- 1994 : Sarahsarà (it) de Renzo Martinelli
- 1994 : Troppo sole (it) de Giuseppe Bertolucci
- 1996 : Blue Line d'Antonino Lakshen Sucameli
- 1997 : Homère, la dernière odyssée (Nel profondo paese straniero) de Fabio Carpi
- 1998 : Shanduraï (L'assedio) de Bernardo Bertolucci
- 1998 : Viola bacia tutti de Giovanni Veronesi
- 1999 : Il guardiano (it) d'Egidio Eronico
- 1999 : Le Doux Bruit de la vie (Il dolce rumore della vita) de Giuseppe Bertolucci
- 1999 : E allora mambo! (it) de Lucio Pellegrini
- 2000 : Canone inverso - Making Love de Ricky Tognazzi
- 2000 : L'uomo della fortuna (it) de Silvia Saraceno
- 2000 : Tandem (it) de Lucio Pellegrini
- 2001 : Gasoline (Benzina) de Monica Stambrini
- 2001 : L'Amour probablement (L'amore probabilmente) de Giuseppe Bertolucci
- 2001 : Le Triomphe de l'amour de Clare Peploe
- 2001 : Nobel (it) de Fabio Carpi
- 2001 : Pier Paolo Pasolini et la raison d'un rêve de Laura Betti et Paolo Costella
- 2002 : Le Plus Beau Jour de ma vie (Il più bel giorno della mia vita) de Cristina Comencini
- 2002 : Figli/Hijos (it) de Marco Bechis
- 2002 : The Cello (segment Histoire d'eaux)
- 2003 : Innocents: The Dreamers (The Dreamers) de Bernardo Bertolucci
- 2003 : Le intermittenze del cuore (it) de Fabio Carpi
- 2004 : Se devo essere sincera (it) de Davide Ferrario
- 2004 : Vanille et Chocolat (Vaniglia e cioccolato) de Ciro Ippolito
- 2005 : Le Tigre et la Neige (La tigre e la neve) de Roberto Benigni
- 2005 : La Bête dans le cœur (La bestia nel cuore) de Cristina Comencini
- 2006 : La terra de Sergio Rubini
- 2006 : Il fantasma di Corleone (it) de Marco Amenta
- 2007 : Go Go Tales d'Abel Ferrara
- 2007 : Shadows (Senki) de Milcho Mančevski
- 2008 : Bianco e nero de Cristina Comencini
- 2008 : Il prossimo tuo d'Anne Riitta Ciccone
- 2009 : Feisbum
- 2009 : Barbarossa de Renzo Martinelli
- 2009 : L'uomo nero (it) de Sergio Rubini
- 2009 : Tris di donne e abiti nuziali (it) de Vincenzo Terracciano
- 2010 : La Solitude des nombres premiers (La solitudine dei numeri primi) de Saverio Costanzo
- 2011 : Terraferma de Emanuele Crialese
- 2011 : Tutta colpa della musica (it) de Ricky Tognazzi
- 2012 : Moi et toi (Io e te) de Bernardo Bertolucci
- 2012 : 11 settembre 1683 (aussi  The Day of the Siege: September Eleven 1683) de Renzo Martinelli
- 2013 : Mi rifaccio vivo (it)
- 2013 : L'ultima ruota del carro (it) de Giovanni Veronesi
- 2014 : Hungry Hearts de Saverio Costanzo
- 2015 : Il nome del figlio de Francesca Archibugi
- 2016 : Era d'estate (it) de Fiorella Infascelli
- 2016 : The Habit of Beauty
- 2016 : On Air: Storia di un successo (it)
- 2017 : Où je n'ai jamais habité (Dove non ho mai abitato) de Paolo Franchi
- 2022 : Educazione fisica (it) de Stefano Cipani (en post-production)

### Télévision
- 2002 : Jules César de Uli Edel
- 2004 : La terra del ritorno de Jerry Ciccoritti
- 2006 : La provinciale de Pasquale Pozzessere
- 2018-2020 : L'Amie prodigieuse (L'amica geniale, série télévisée, 14 épisodes)

## Récompenses et distinctions
- 2000 : 45e cérémonie des David di Donatello (it) : David di Donatello du meilleur directeur de la photographie pour Canone inverso - Making Love